# Meridian (astronomi)
För det geografiska begreppet se Meridian. För andra betydelser se Meridian (olika betydelser).

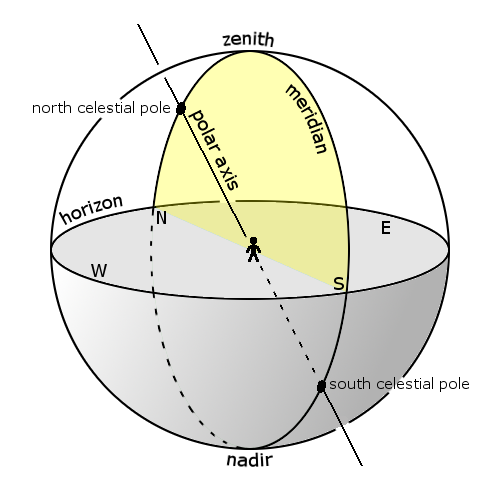
Meridianen är topocentrisk - observatören befinner sig i origo.

Meridianen, eller himmelsmeridianen, avser inom astronomin den topocentriska storcirkel på himmelssfären som innehåller  zenit, nadir och de båda himmelspolerna. De båda punkter där meridianen skär horisonten kallas nordpunkten (N i figuren) respektive sydpunkten (S i figuren). Med den övre meridianen avses den halva storcirkel (från nordpunkten till sydpunkten) över horisonten som innehåller zenit, och med den undre meridianen den andra halvan (under horisonten) som innehåller nadir. Med den lokala meridianen avses den storcirkelhalva (från den norra himmelspolen till den södra) som innehåller zenit. Den lokala meridianen är motsvarigheten till den geografiska meridianen på jorden och de båda är koplanära, så såväl den lokala astronomiska meridianen som den "lokala" geografiska meridianen ligger i meridianplanet och när man talar om "meridianen" avser man i allmänhet den lokala meridianen (såväl astronomiskt som "geografiskt").
Punkter på meridianen har azimuten 0° om de befinner sig på nordmeridianen, den storcirkelhalva (från zenit till nadir) som innehåller nordpunkten , ("står i norr"), och 180° om de befinner sig på sydmeridianen, den halva som innehåller sydpunkten, ("står i söder").
Den lokala sideriska tiden är den lokala meridianens rektascension och timvinkeln anger vinkeln mellan ett objekts rektascension och den lokala meridianen.
Objekt på stjärnhimlen står som högst (övre kulmination - har som högst altitud) i den lokala meridianen (och som lägst, undre kulmination, i den andra meridianhalvan). När solen står i (den lokala) meridianen är det sann middag. Ordet "meridian" kommer från latin meridianus, adjektiv till meridies, som betyder just "middag" (och en äldre svensk beteckning är "middagslinje", men numera betecknar "middagslinjen" (åtminstone enligt Nationalencyklopedin) mer specifikt skärningslinjen mellan horisontalplanet och meridianplanet). Meridianus har även betydelsen "sydlig".
Meridianen följer jordens rotation kring sin egen axel och sveper därför över stjärnhimlen med ett varv på ett sideriskt dygn (23 h 56 m 4,1 s).
Notera att andra himlakroppar (som månen och Mars) har sfäriska koordinatsystem med meridianer som är analoga med jordens geografiska koordinatsystem för att beskriva lägen på deras yta. Det är dock inte den typen av meridianer som denna artikel behandlar.
Meridianen skall inte blandas samman med deklinationscirkeln eller timcirkeln som är den storcirkel som innefattar ett objekt på stjärnhimlen och de båda himmelspolerna.